# Labinkir
Labinkir je ledenjačko jezero u Sibiru u Rusiji, koje se nalazi u Ojmjakonskoj oblasti na istoku Jakutske Republike. 
Područje jezera ima površinu od 61 četvornih kilometara i maksimalne je dubine od 80 metara. Jezero se nalazi na nadmorskoj visini od 1020 metara, najbliža naseljeno mjesto Tomtor je udaljeno 105 km. Temperatura vode ne prelazi čak ni ljeti 9 °C Na jezeru postoje tri otoka. Istraživanje područja otežavaju izolacija i teško podnošljiva klima.
Lokalno stanovništvo ima legendu o čudovištu, koje živi u ovom jezeru (također u susjednom jezeru Vorota, s kojim je navodno povezano podzemnim prolazom). Nazivaju ga đavao Labinkira. 